# Rødkål
Rødkål (Brassica oleracea var. capitata) er en grøntsag og én af flere slags hovedkål. Dets blade er farvet stærkt mørkelilla af et højt indhold af anthocyaniner, men kan skifte farve efter jordens surhedsgrad.

## Beskrivelse
I sur jord vil bladene farves røde mens de vil farves blå i neutral jord. Dette kan forklare at den samme plante er forskelligt farvet rundt omkring i verden.
Saften fra rødkål kan bruges som en naturlig omend primitiv indikator for pH-værdi, da syre vil farve saften rød. Hvis syren er ligeså som fx i kulsyrer (der findes i sodavand) opnås en lilla farve. En neutral påvirkning vil lade den beholde den blå farve, en svag base vil farve den grøn, og en stærk base som Natriumhydroxid (som fx flydende afløbsrens) vil farve saften gul.
Ved kogning vil rødkålen normalt farves blå. Derfor tilføjes typisk eddike, for at beholde den røde farve.